# Odysseas Elytis
Odysseas Elytis (řecky Οδυσσέας Ελύτης) (2. listopadu 1911 Iraklio – 18. března 1996 Athény) byl řecký básník, prozaik a malíř, nositel Nobelovy ceny za literaturu za rok 1979.

## Život
Narodil se na Krétě do rodiny původem pocházející z ostrova Lesbos. Roku 1914 se rodina odstěhovala do Athén. Studoval práva, která však nedokončil, aby se mohl plně věnovat svým literárním a uměleckým zájmům. Poprvé publikoval časopisecky v roce 1935, kdy se také svými kolážemi zúčastnil první řecké výstavy surrealistických výtvarníků.
Za 2. světové války bojoval na frontě v Albánii a po té působil jako programový vedoucí v řeckém rozhlasu. V té době publikoval málo, psal literární kritiky a recenze výstav umění. Hymnickou báseň "To áxion estí", která vznikla v roce 1948 a je obecně považována za jeho hlavní dílo, vydal až v roce 1959. Mikis Theodorakis ji zhudebnil jako oratorium "Axion esti". 
Elytis v průběhu občanské války odešel do exilu, například v Paříži žil v letech 1948 až 1952. Tam se spřátelil s básníky jako André Breton, Paul Éluard, René Char, Pierre Jean Jouve a Henri Michaux, ale také s výtvarnými umělci jako Henri Matisse, Pablo Picasso nebo Alberto Giacometti. 
Po návratu do Řecka vydal několik básnických sbírek a pracoval v kulturních institucích. Roku 1979 mu byla udělena Nobelova cena za literaturu.